# Dragonslayer (album)
Dragonslayer – debiutancki album heavy/power metalowej grupy Dream Evil.

## Lista utworów
1. Chasing The Dragon – 4:01
2. In Flames You Burn – 4:34
3. Save Us – 3:39
4. Kingdom Of The Damned – 3:54
5. The Prophecy – 4:14
6. The Chosen Ones – 5:02
7. Losing You – 5:56
8. The 7th Day – 3:33
9. Heavy Metal In The Night – 4:54
10. H.M.J. – 2:46
11. Hail To The King – 3:30
12. Outro - 0:15

## Twórcy
- Niklas Isfeldt – śpiew
- Fredrik Nordström – gitara, instrumenty klawiszowe
- Gus G. – gitara
- Peter Stålfors – gitara basowa
- Snowy Shaw – perkusja